# Lego Pirates des Caraïbes, le jeu vidéo
Lego Pirates des Caraïbes, le jeu vidéo est un jeu vidéo d'action-aventure développé par Traveller's Tales et édité par Disney Interactive en mai 2011 sur plusieurs plateformes. Le jeu vidéo Lego Pirates des Caraïbes reprend les moments mémorables des quatre premiers films de la saga Pirates des Caraïbes : La Malédiction du Black Pearl, Le Secret du coffre maudit, Jusqu'au bout du monde et La Fontaine de jouvence.